# Aristóbulo Cala Cala
Aristóbulo Cala Cala (Hato, Departament de Santander, 13 de maig de 1990) és un ciclista colombià. Professional des del 2017, actualment corre a l'equip Sundark Arawak Eca. En el seu palmarès destaca la Volta a Colòmbia del 2017 i el Campionat nacional en ruta del 2021.

## Palmarès
- 2017
  - 1r a la Volta a Colòmbia
- 2018
  - Vencedor d'una etapa de la Volta a Costa Rica
- 2021
  -  Campió de Colòmbia en ruta